# Odontocera triliturata
Odontocera triliturata là một loài bọ cánh cứng trong họ Cerambycidae.